# Elizabeth Aldworth

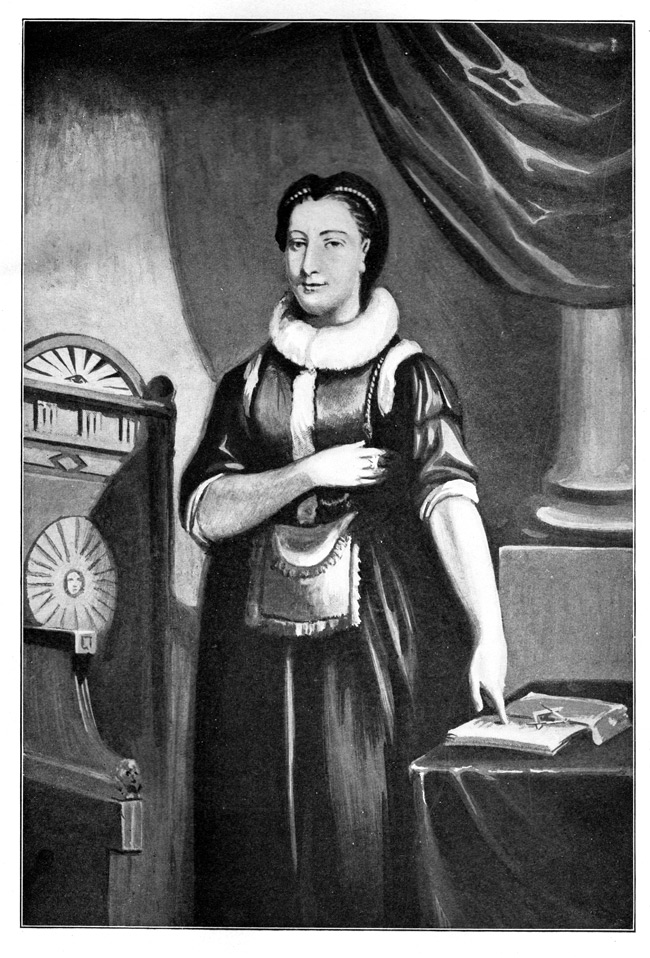
Elizabeth Aldworth.

Elizabeth Aldworth, född St. Leger 1693–1695 på Irland, död cirka 1774, var en irländsk frimurare. Hon var känd som frimurardamen och är såvitt känt den första och kanske den enda kvinna som blivit medlem i de reguljära frimurarna, snarare än i en kvinnlig adoptionsloge eller en samfrimurarloge.